# Wallfahrtskirche Maria von der Tann

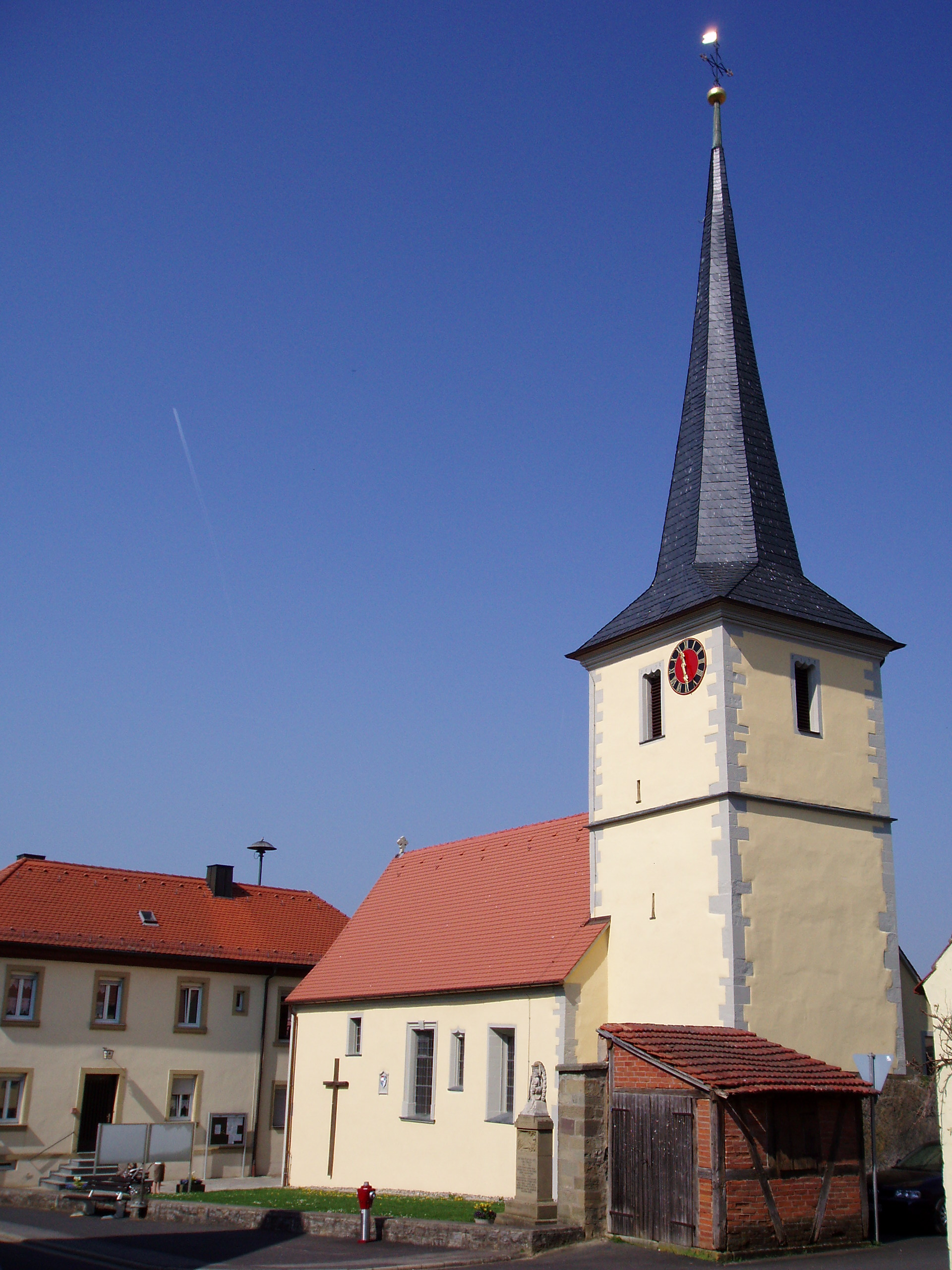
Kath. Filialkirche Rütschenhausen

Die Wallfahrtskirche Maria von der Tann in Rütschenhausen ist heute Filialkirche der Pfarrei Greßthal. Ihre Ursprünge liegen im Dunkel der Geschichte. Besondere Beachtung gilt dem historisch hochinteressanten Bauwerk wegen des Gnadenbilds das dem frühen Umfeld Tilman Riemenschneider zugeschrieben wird. Bereits im 14. Jahrhundert zogen erste Wallfahrten aus dem fränkischen Land hier her. Heute feiert die ehemalige Wallfahrtskirche ihr Patrozinium am Fest Mariä Geburt (8. September). Sie gehört zu den Baudenkmälern von Wasserlosen und ist unter der Nummer D-6-78-192-53 in der Bayerischen Denkmalliste registriert.

## Geschichte der Wallfahrt

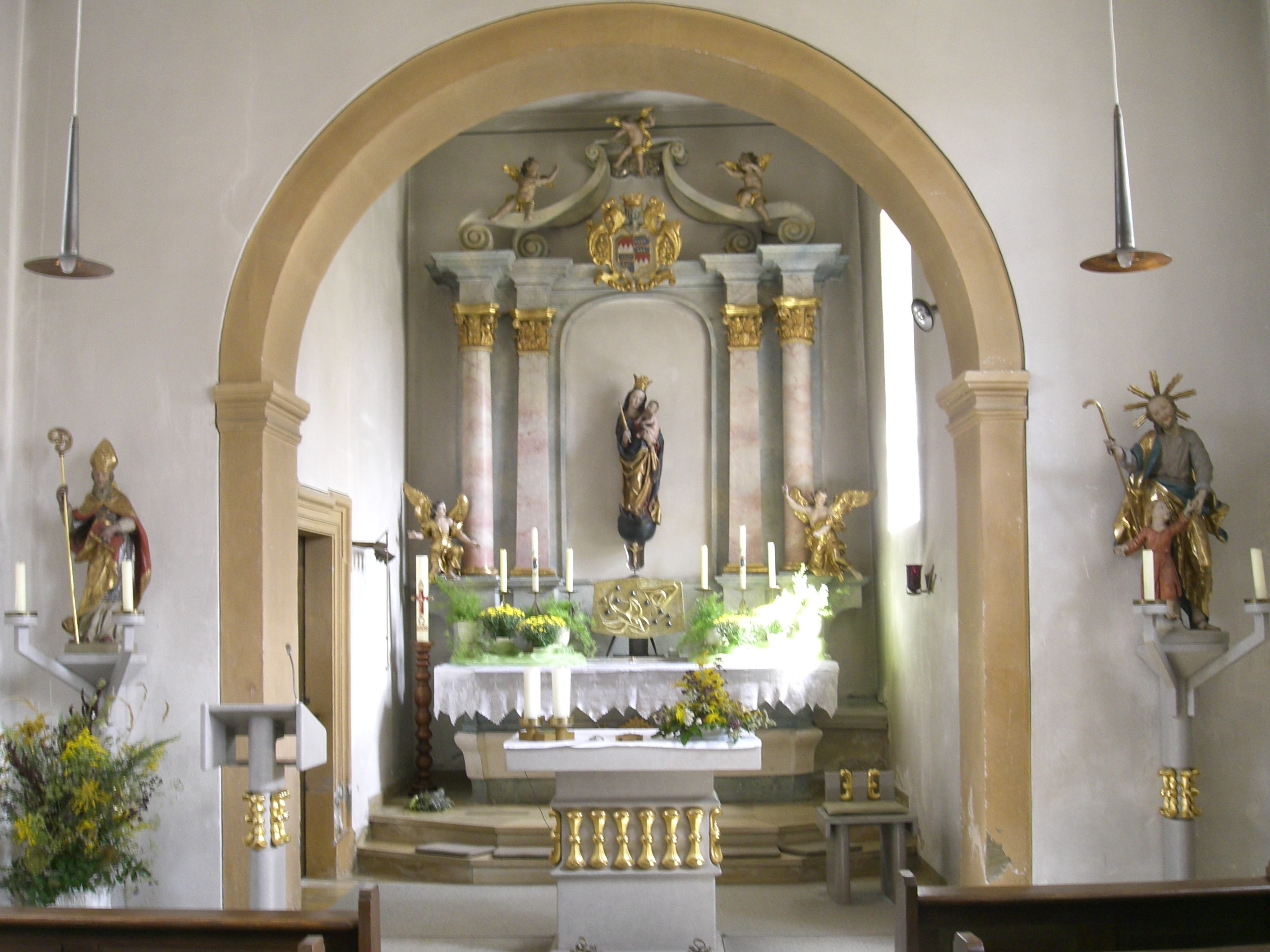
Altar der Wallfahrtskirche Maria von der Tann

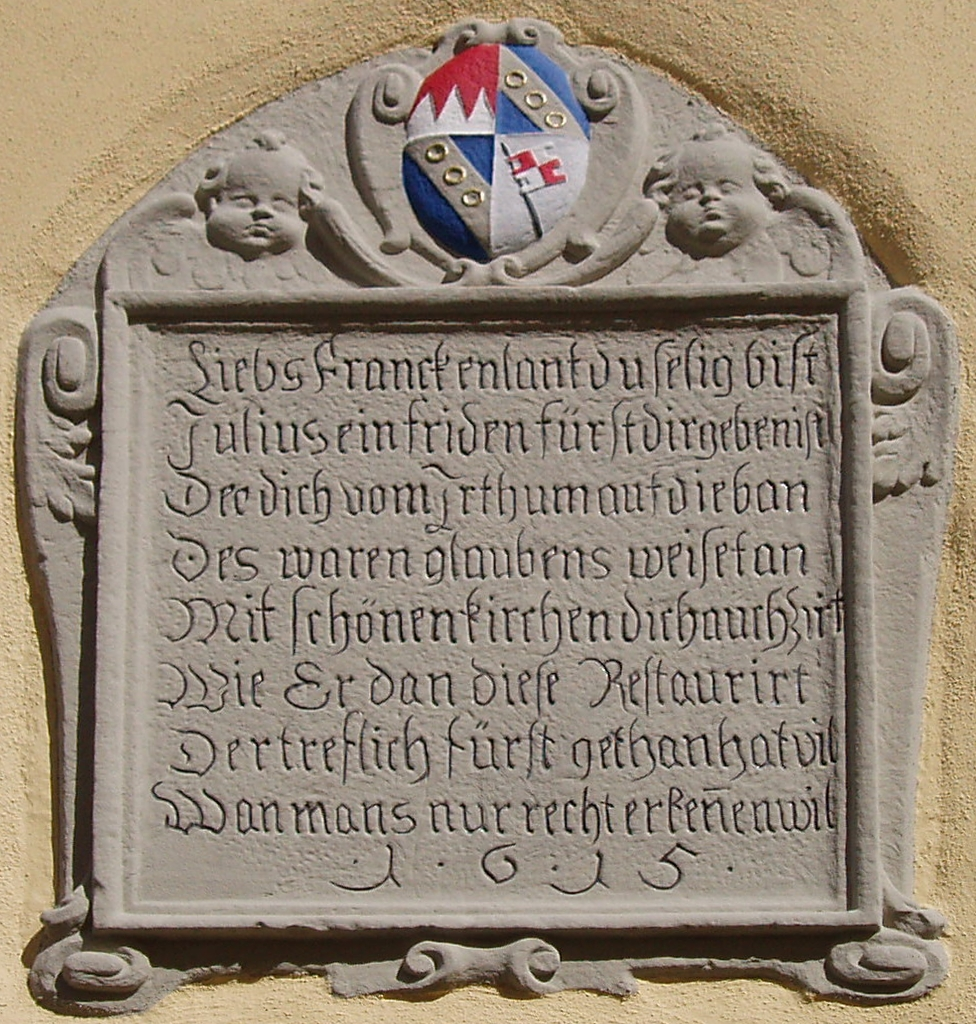
Tafel über der Eingangstüre der Kirche

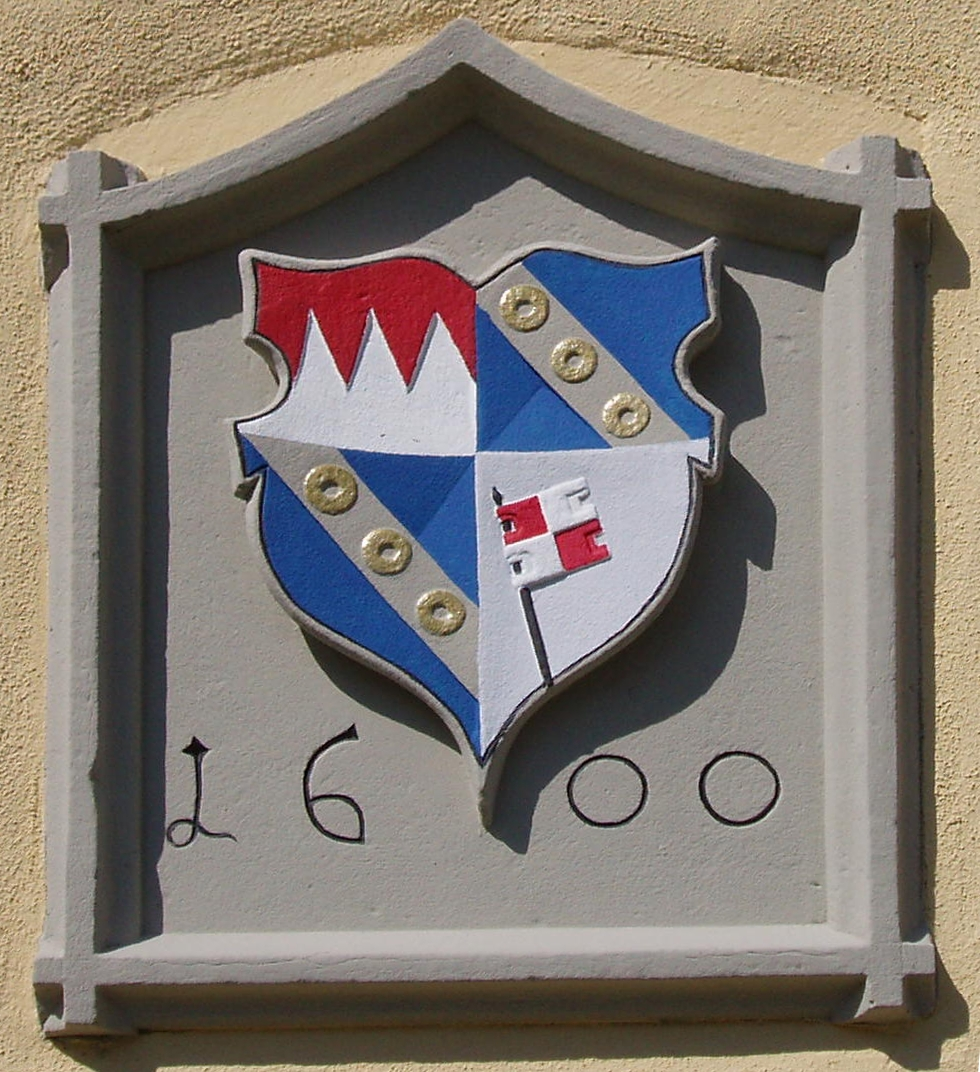
Julius Echter Wappen an der Kirche

Die schriftlichen Quellen, die sich über die Wallfahrt zur Maria von der Tann äußern, sind spärlich. Alten Berichten zufolge setzten im 13. Jahrhundert kleinere Wallfahrten zu einem „Marienbilde in den Tannen“ ein. Hier ist jedoch unklar, ob es sich um eine Erscheinung der Gottesmutter im Tannendickicht handelte, oder eben um ein Gnadenbild das in einem grünen Tannenwald seinen Platz hatte. Aus weiten Teilen des fränkischen Landes zogen fromme Pilger in dieser Zeit hier her. Es war eine Zeit der christlichen Neuorientierung. Zahlreiche Wallfahrtsstätten bildeten sich im 13. Jahrhundert als Antwort auf die „fränkische Marienfrömmigkeit“. In der Mitte des 15. Jahrhunderts war diese Wallfahrt weitgehend in Vergessenheit geraden. Oberpfarrer Eberhard von Grumbach belebte nach seinem Amtsantritt 1443 die altehrwürdige Gnadenstätte neu. An allen Marienfesten versammelten sich nun die Ortschaften seines Territoriums (Brebersdorf, Greßthal, Kaisten, Schwemmelsbach und Wasserlosen) zum Gottesdienst. Zeitweise zogen auch die Dörfer Burghausen und Wülfershausen an diesen Tagen hier her.
Dem Fürstbischof Julius Echter von Mespelbrunn und dem Oberpfarrer Erhard von Lichtenstein wurde 1587 mitgeteilt, dass die „Christgläubigen im Reichtal“ allesamt der lutherischen Lehre verfallen sind. Nach mehreren gegenreformatorischen Maßnahmen gewann die Wallfahrtskirche nun eine völlig neue Bedeutung. Der in Greßthal residierende Pfarrvikar Andreas Bastmann wurde vom Fürstbischof angehalten von hier aus wieder die katholische Lehre zu predigen und die umliegende Orte wieder zu rekatholisieren. Dies geschah mit Erfolg. Am Martinitag 1614 feierte Fürstbischof Echter und Oberpfarrer von Lichtenstein mit der Altarweihe in der Pfarrkirche zu Greßthal die gelungene Gegenreformation im Reichtal.
Die letzten Wallfahrten zur Maria von der Tann fanden mit der Säkularisation ihr Ende. In der darauf folgenden Zeit lag das religiöse Leben weitgehend brach und bei der Neuordnung der Pfarrei Greßthal 1808 fand leider die Marienkapelle keine Beachtung mehr. Seitdem hat sie den Stellenwert einer Filialkirche.

## Baugeschichte

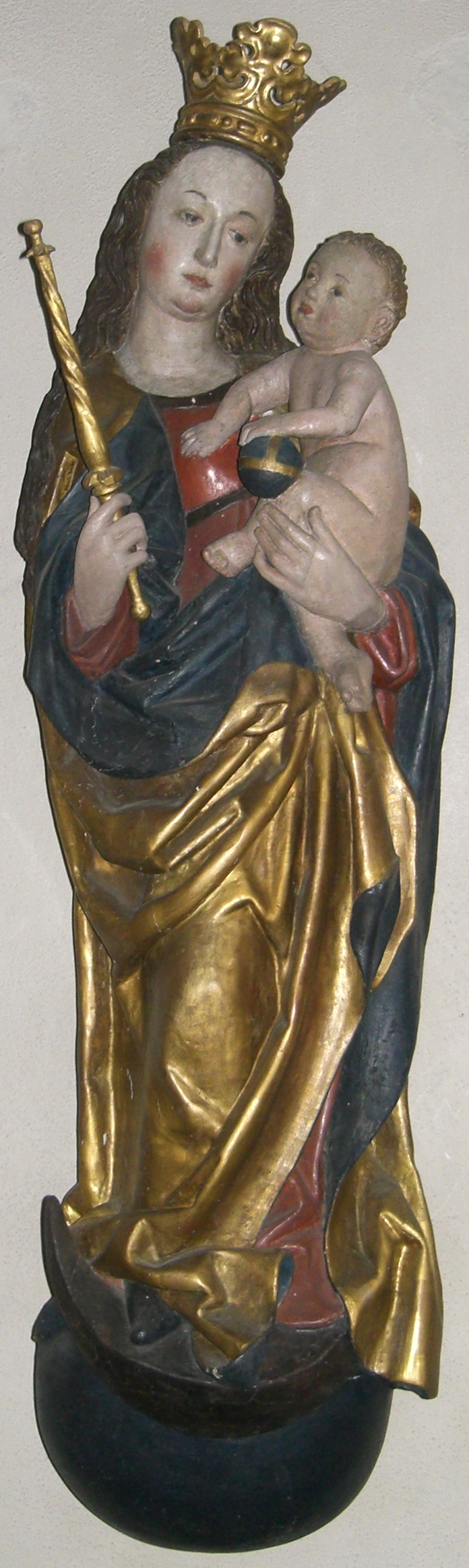
Marienfigur in der Wallfahrtskirche Rütschenhausen

Auf die Mitte des 13. Jahrhunderts gehen die heutigen ältesten Mauerstücke der Kapelle zurück. In der genannten Zeit errichteten die Bewohner des damals sehr kleinen Haufendorfes eine erste Kirche an diesem Ort. Ein reicher Mann soll einer alten Legende nach verschiedene Baumaterialien und Geld zur Errichtung der Kapelle gegeben haben. Als die Steine alle am Bauplatz waren, konnte der Bau jedoch nicht beginnen, da am nächsten Tag sämtliche Steine nicht mehr am Ort waren. Ein Bauer fand sie dann an einer anderen Stelle im Dorf. Mit viel Mühe brachte man nun die Steine wieder zurück. Doch auch am nächsten Morgen waren sie wieder an der anderen Stelle. So ging es drei Tage lang. Dann faste man den Beschluss, es sei wohl der Wünsch der Gottesmutter, die Kapelle dort zu errichten. Nur himmlische Scharen – so war man der Meinung – wären schließlich in der Lage die Steinmengen über Nacht wegzuschaffen. Weniger legendär ging es zur Amtszeit des schon oben erwähnten Oberpfarrers Eberhard von Grumbach zu. Er legte alles daran, sein Territorium möglichst autark zu gestalten. Dazu gehörte neben den wirtschaftlichen Einrichtungen (wie bspw. Getreidemühlen) eben auch ein eigener Wallfahrtsort. Zwischen 1483 und 1485 fand deshalb eine umfassende Renovierung der Kapelle statt. In Rückbesinnung auf alte Traditionen belebte er die Wallfahrt zu Maria von der Tann neu. Teile des heutigen Turmes dürfen auf diese Zeit zurückgehen. Das heutige Gnadenbild ließ Grumbach in Würzburg fertigen. Vermutlich im näheren Umkreis des damals noch jungen Tilman Riemenschneider.
1593 begann die Bauphase die das Gotteshaus bis heute am stärksten prägt. Der typische Echterturm wurde errichtet. Das Kirchenschiff erhöht und verlängert. 1598 waren die Baumaßnahmen abgeschlossen. Spätgotische Fischblasen zierten nun die Oberlichter der Kapelle. Die steinerne Kanzel (1593) gibt im Innenraum noch heute Zeugnis von jener Zeit. Den Abschluss der Renovierung feierte man 1609 nach dem ein Gerolzhöfer Maler die Altäre neu gestaltete.
Unter Pfarrvikar Valentin Klee, der scheinbar großes Interesse an der Wallfahrt zeigte, gab es 1659 eine Umgestaltung des Innenraumes. Eine Erweiterung der Kapelle fand 1712 in Richtung Westen hin satt. Jedoch stellte sich Oberpfarrer Ignaz Theobald Hartmann von Reinach mit seiner neuen Gottesdienstordnung gegen den Wallfahrtskult zur Maria von der Tann. Lediglich am 8. September dem Fest Mariä Geburt duldete er eine Wallfahrt nach Rütschenhausen. Sein Neffe und Nachfolger im Amt Oberpfarrer Wilhelm Jakob von Reinach förderte dagegen die Wallfahrt wieder.
Die liturgische Neuortung des Altarraums wurde mit der Altarweihe durch Weihbischof Alfons Kempf 1987 beendet. Seit 1996 sorgt eine neue Orgel durch ihre Klänge für eine musikalisch würdig ummalte Liturgie.

### Text auf der Tafel über der Eingangstür der Kirche
Liebs Frankenland du selig bist

Julius ein Fridensfürst dir geben ist

Der dich vom Irthum auf die ban

Des waren glaubens weiset an

Mit schönen Kirchen dich auch zirt

Wie er dan diese Restaurirt

Der treflich Fürst gethan hat viel

Wan mans nur recht erkenen will

1615

### Julius Echter Wappen
Die drei Metallringe auf dem Wappen kommen vom Wappen des Adelsgeschlechts der Familie Echter.
Die Rot und Weiß gevierte Fahne an der Lanzenstange entspricht dem Würzburger Wappen.